# Antoni Sedó Pàmies
Antoni Sedó Pàmies va ser un industrial i polític català.

## Biografia
Fill d'industrials dedicats al tèxtil, de 1858 a 1860 treballà en les fàbriques de la seva família a Reus. L'any 1860 va marxar a Barcelona a treballar en una important empresa, però el 1861 va tornar a Reus on va fundar amb el seu germà Esteve una fàbrica tèxtil, societat que es va desfer l'any següent. El 1863 va ser director de la sucursal de Reus del Banco Hipotecario Español General de Crédito i el 1864 dirigí l'explotació de mines de manganès a Salou. El 1867 fundà a Madrid l'empresa comercial de llanes Sedó y Bañolas, dedicada al comerç de llanes i pells i a l'exportació de begudes alcohòliques, i fundà el diari La bandera proteccionista el 1869. El 1874 es llicencià en dret civil i canònic per la Universitat de Granada. El 1875 va ser elegit membre de la Reial Acadèmia de Jurisprudència i Legislació de Madrid. El 1879 va dirigir la fàbrica J. Puig i Cia d'Esparreguera, on hi fundà la Colònia Sedó i fundà la primera hidroelèctrica de Catalunya. El 1877 va ser membre del Foment de la Producció Nacional i després del Foment del Treball Nacional.
Políticament, segons diu l'historiador reusenc Pere Anguera, va fundar a Reus el periòdic El Imparcial Reusense, que va sortir el primer de setembre de 1866, defensant les idees monàrquiques. Durant el sexenni democràtic treballà per a la restauració borbònica. El 1869 va ser detingut acusat de conspirar contra el govern, cosa que el va fer entrar en la política activa. Detingut de nou a Còrdova el 1873, va poder fugir a l'estranger encara que tenia ordre d'empresonament, on va dur a terme activitats per la restauració monàrquica. El 1874 va tornar a Barcelona, on va ser detingut per tercera vegada amb la mateixa acusació i alliberat per falta de proves. Va ser elegit diputat del Partit Liberal Conservador per Sant Feliu de Llobregat a les eleccions generals espanyoles de 1876, 1879 i 1884, i per Terrassa a les eleccions generals espanyoles de 1891. En les seves intervencions defensà el proteccionisme però polemitzà amb Pere Bosch i Labrús sobre l'statu quo aranzelari; participà amb Francisco Romero Robledo en la signatura del tractat comercial amb el Regne Unit i el 1877 va ser un dels que intentà tramitar l'establiment del ferrocarril Barcelona-Madrid. El 1883 fundà el Cercle Conservador Liberal de Barcelona, però el 1885 seguí l'escissió de Romero Robledo. El 1896-1898 va ser nomenat senador vitalici.
Era propietari a Reus del Mas de Sedó, que va millorar i embellir. Estava en possessió de la gran creu de l'Orde d'Isabel la Catòlica. Vidu en primeres núpcies de Vitorina Guixard, es va casar en segones amb Elisa Vázquez. Va ser el pare de Lluís Sedó i Guichard i d'Artur Sedó i Guixard. Va morir a Barcelona, de meningitis gripal, segons el registre de defunció, el 23 d'abril de 1902.

## Obres
- La bancarrota española detrás del último empréstito, 1869.
- La profecía cumplida o continuación del folleto titulado La bancarrota española detrás del último empréstito, 1871.

## Fons documental de la Família Sedó
L'Arxiu Històric de la Ciutat de Barcelona conserva la documentació de les activitats econòmiques i polítiques de la Família Sedó, entre 1868 i 1975. El fons inclou, entre d'altres, documents polítics i correspondència d'Antoni Sedó i Pàmies; discursos i correspondència de Lluís Sedó i Guichard; i discursos, conferències, articles de premsa i correspondència d'Alfred Sedó i Peris-Mencheta. També forma part del fons un seguit de documents vinculats a l'empresa familiar Manufactures Sedó SA (1890-1963).